# Helping John
Helping John è un cortometraggio muto del 1912 diretto da Bannister Merwin.

## Produzione
Il film fu prodotto dalla Edison Company.

## Distribuzione
Distribuito dalla General Film Company, il film - un cortometraggio in una bobina - uscì nelle sale cinematografiche statunitensi il 28 agosto 1912.